# Gestattungsproduktion
Der Begriff Gestattungsproduktion wurde in der DDR im Zusammenhang mit der Produktion von Waren im Auftrag westlicher Unternehmen verwendet.

## Geschichte
In den 1970er und 1980er Jahren erhielten einige Volkseigene Betriebe den Auftrag, unter Vorgaben an die zu verwendenden Maschinen und die einzusetzenden Rohstoffe Produkte für westliche Unternehmen herzustellen. Diese Produktion fand unter Ausnutzung des niedrigen Lohnniveaus in der DDR statt. Der Großteil der Waren wurde in die BRD geliefert, der übrige Teil konnte unter Verwendung des entsprechenden Warennamens in der DDR vertrieben werden, meist in höherpreisigen Segmenten wie den Delikat- und Exquisit-Geschäften oder gegen Devisen im Intershop oder über Genex.
1977 wies Günter Mittag innerstaatliche Kritik an der Gestattungsproduktion und dem Vertrieb der Waren in der DDR zurück.
1987 wurde nach dem Besuch Erich Honeckers in der Bundesrepublik Deutschland das Politbüro des ZK der SED davon unterrichtet, dass Übereinstimmung erzielt wurde, … die wirtschaftliche Zusammenarbeit zwischen Kombinaten und Außenhandelsbetrieben der DDR und Unternehmen der BRD weiterzuentwickeln und dabei solche Kooperationsformen wie die Zusammenarbeit beim Export von Anlagen und Ausrüstungen, besonders auf dritten Märkten, sowie bei der Gestattungsproduktion verstärkt zu entwickeln.
Es wurden über 100 Produkte in Gestattungsproduktion gefertigt, unter anderem Zulieferteile und Artikel der Unternehmen adidas, BAT, Beiersdorf, Bosch (Marke Blaupunkt), Nestlé (Marke Bärenmarke), Nivea, Olivetti, Puma, Salamander, Schiesser, Triumph, Trumpf, Underberg und Varta sowie die Handelsmarke Privileg der Quelle AG.